# Tuorda Peak
Der Tuorda Peak ist ein 870 m hoher Berg an der Graham-Küste des Grahamlands im Norden der Antarktischen Halbinsel. Er ragt östlich des Ferin Head auf.
Der Falkland Islands Dependencies Survey kartierte ihn anhand von Luftaufnahmen der Hunting Aerosurveys Ltd. aus den Jahren von 1956 bis 1957. Das UK Antarctic Place-Names Committee benannte ihn 1959 nach Pava Lars Nilsson Tuorda (1847–1911), neben Anders Pavasson Rossa (1844–1917) einer von zwei schwedischen Sami, die Adolf Erik Nordenskiöld 1883 auf eine Expedition nach Grönland begleitet und dabei erstmals das Skifahren als geeignete Fortbewegungsart in polaren Regionen unter Beweis gestellt hatten.